# Lijst van rijksmonumenten in Valkenburg (Limburg)
De plaats Valkenburg telt 63 inschrijvingen in het rijksmonumentenregister. Hieronder een overzicht.
| Object                                                                                         | Oorspronkelijke functie?  | Bouwjaar                                                                              | Architect                                | Locatie                                                       | Coördinaten?                  | Nr.?   | Afbeelding                                                                  |
| ---------------------------------------------------------------------------------------------- | ------------------------- | ------------------------------------------------------------------------------------- | ---------------------------------------- | ------------------------------------------------------------- | ----------------------------- | ------ | --------------------------------------------------------------------------- |
| De Heihof                                                                                      | Boerderij                 | 18e eeuw (achtervleugel) eerste helft 19e eeuw (schuur) derde kwart 19e eeuw (schuur) |                                          | Hoeve Heihofweg 1                                             | 50° 52' 46" NB, 5° 50' 20" OL | 18263  | Meer afbeeldingen                                                           |
| Berkelpoort                                                                                    | Fort, vesting en -onderdl |                                                                                       |                                          | Berkelstraat bij 2                                            | 50° 51' 43" NB, 5° 49' 56" OL | 36763  | Meer afbeeldingen                                                           |
| Kerkhofkapel algemene begraafplaats Cauberg                                                    | Begraafplaats en -onderdl | 1837                                                                                  |                                          | Cauberg tegenover 19                                          | 50° 51' 41" NB, 5° 49' 36" OL | 36764  | Meer afbeeldingen                                                           |
| Spaans Leenhof                                                                                 | Handel en kantoor         | 1661                                                                                  |                                          | Theodoor Dorrenplein 5                                        | 50° 51' 53" NB, 5° 49' 58" OL | 36766  | Meer afbeeldingen                                                           |
| Oude of Banmolen                                                                               | Industrie- en poldermolen | onbekend / 1860 / 1902 / 1919                                                         |                                          | Sint Pieterstraat 2A                                          | 50° 51' 52" NB, 5° 50' 2" OL  | 36767  | Meer afbeeldingen                                                           |
| Grendelpoort                                                                                   | Fort, vesting en -onderdl | middeleeuwen                                                                          |                                          | Grendelplein 2                                                | 50° 51' 47" NB, 5° 49' 49" OL | 36768  | Meer afbeeldingen                                                           |
| Kasteel Valkenburg op de Heunsberg                                                             | Kasteel, buitenplaats     | 14e-15e eeuw (muurgedeelten) 1672 (verwoest)                                          |                                          | Grendelplein 13                                               | 50° 51' 43" NB, 5° 49' 55" OL | 36769  | Meer afbeeldingen                                                           |
| Wegkruis                                                                                       | Kapel                     | 18e eeuw                                                                              |                                          | Grendelplein 20                                               | 50° 51' 45" NB, 5° 49' 46" OL | 36770  | Meer afbeeldingen                                                           |
| Huis De Guasco                                                                                 | Woonhuis                  | 17e-18e eeuw                                                                          |                                          | Grote Straat 13                                               | 50° 51' 47" NB, 5° 49' 55" OL | 36771  | Meer afbeeldingen                                                           |
| Woonhuis, recht afgedekte gevel                                                                | Werk-woonhuis             | eerste helft 19e eeuw                                                                 |                                          | Grote Straat 18                                               | 50° 51' 41" NB, 5° 46' 34" OL | 36772  | Woonhuis, recht afgedekte gevel                                             |
| Woonhuis                                                                                       | Woonhuis                  | eerste helft 19e eeuw                                                                 |                                          | Grotestraat Centrum 20                                        | 50° 51' 41" NB, 5° 46' 34" OL | 36773  | Woonhuis                                                                    |
| Hotel de l'Empereur                                                                            | Horeca                    | 17e eeuw eerste kwart 19e eeuw (lijstgevel) 1687 (poortomlijsting)                    |                                          | Grote Straat 32                                               | 50° 51' 50" NB, 5° 49' 55" OL | 36774  | Meer afbeeldingen                                                           |
| Poortje aan de Kerksteeg, Grotestraat                                                          | Bijgebouwen               | 17e eeuw                                                                              |                                          | Grote Straat bij 34                                           | 50° 51' 45" NB, 5° 46' 35" OL | 36775  | Meer afbeeldingen                                                           |
| Westelijke stadsmuur et resten van een ronde en een vierkante toren                            | Fort, vesting en -onderdl |                                                                                       |                                          | Kerkstraat bij 19                                             | 50° 51' 51" NB, 5° 49' 50" OL | 36776  | Meer afbeeldingen                                                           |
| H.H. Nicolaas en Barbara                                                                       | Kerk en kerkonderdeel     | 14e eeuw                                                                              |                                          | Kerkstraat 18                                                 | 50° 51' 51" NB, 5° 49' 52" OL | 36777  | Meer afbeeldingen                                                           |
| Perroen, met Nicolaasbeeldje                                                                   | Straatmeubilair           |                                                                                       |                                          | Kerkstraat bij 18                                             | 50° 51' 50" NB, 5° 49' 51" OL | 36778  | Meer afbeeldingen                                                           |
| Voormalige pastorie                                                                            | Kerkelijke dienstwoning   | 1806 (gebouw) eerste kwart 18e eeuw (wegkruis) laatste kwart 17e eeuw (tuinpoortje)   |                                          | Kerkstraat 19                                                 | 50° 51' 50" NB, 5° 49' 51" OL | 36779  | Meer afbeeldingen                                                           |
| Kasteel Den Halder                                                                             | Woonhuis                  | 17e eeuw (hoofdzakelijk)                                                              |                                          | Kerkstraat 31                                                 | 50° 51' 53" NB, 5° 49' 52" OL | 36780  | Meer afbeeldingen                                                           |
| Franse Molen                                                                                   | Industrie- en poldermolen | 1804                                                                                  |                                          | Lindenlaan 30                                                 | 50° 51' 56" NB, 5° 49' 54" OL | 36781  | Meer afbeeldingen                                                           |
| Poortje Maternusstraat                                                                         | Erfscheiding              | 1724 REN 1948 (opschrift)                                                             |                                          | Berkelstraat bij 13                                           | 50° 51' 44" NB, 5° 49' 54" OL | 36782  | Meer afbeeldingen                                                           |
| Classicistisch herenhuis                                                                       | Woonhuis                  | 1762                                                                                  |                                          | Neerhem 8                                                     | 50° 51' 41" NB, 5° 49' 56" OL | 36783  | Meer afbeeldingen                                                           |
| Kruitmolen / De Leeuw (brouwerij)                                                              | Industrie- en poldermolen | 1819                                                                                  |                                          | Plenkertstraat 88                                             | 50° 51' 57" NB, 5° 49' 21" OL | 36784  | Meer afbeeldingen                                                           |
| Replica Romeinse catacomben in Heidegroeve                                                     | Kapel                     | 1908                                                                                  |                                          | Plenkertstraat 55                                             | 50° 51' 56" NB, 5° 49' 18" OL | 36785  | Meer afbeeldingen                                                           |
| Station                                                                                        | Transport                 | 1853                                                                                  |                                          | Stationsstraat 10                                             | 50° 52' 9" NB, 5° 49' 58" OL  | 36786  | Meer afbeeldingen                                                           |
| Gevel met beeldnis                                                                             | Onderdeel woningen e.d.   | eerste kwart 19e eeuw                                                                 |                                          | Steenstraat 1                                                 | 50° 51' 58" NB, 5° 50' 7" OL  | 36787  | Gevel met beeldnis                                                          |
| Hoeve Holswick                                                                                 | Boerderij                 | 17e-18e eeuw                                                                          |                                          | Beekstraat 6                                                  | 50° 53' 1" NB, 5° 49' 2" OL   | 36801  | Meer afbeeldingen                                                           |
| Kasteel Oost                                                                                   | Kasteel, buitenplaats     | tweede kwart 19e eeuw, met oudere resten                                              |                                          | Oosterweg 28                                                  | 50° 51' 43" NB, 5° 50' 30" OL | 36828  | Meer afbeeldingen                                                           |
| Huize/hoeve Strabeek                                                                           | Onderdeel woningen e.d.   | 19e eeuw                                                                              |                                          | Broekhem 134                                                  | 50° 52' 18" NB, 5° 48' 57" OL | 36840  | Meer afbeeldingen                                                           |
| Huize/hoeve Strabeek                                                                           | Onderdeel woningen e.d.   | 19e eeuw                                                                              |                                          | Broekhem 136                                                  | 50° 52' 18" NB, 5° 48' 56" OL | 36841  | Meer afbeeldingen                                                           |
| Huize/hoeve Strabeek: Hoeve van mergel om een gesloten binnenplaats                            | Boerderij                 | 19e eeuw                                                                              |                                          | Broekhem 138                                                  | 50° 52' 19" NB, 5° 48' 26" OL | 36842  | Meer afbeeldingen                                                           |
| Terrein waarin de overblijfselen van Romeinse villa Valkenburg-Vogelenzang                     | Archeologisch monument    | 1e-3e eeuw                                                                            |                                          | Aan de Beekstraat, in het zuidelijke deel van het Ravensbosch | 50° 52' 43" NB, 5° 49' 2" OL  | 47156  | Terrein waarin de overblijfselen van Romeinse villa Valkenburg-Vogelenzang  |
| Terrein waarin de overblijfselen van de Romeinse villa Valkenburg-Bosstraat                    | Archeologisch monument    | 1e-3e eeuw                                                                            |                                          | Ten oosten van de Bosstraat, aan de rand van het Ravensbosch  | 50° 52' 48" NB, 5° 49' 36" OL | 47157  | Terrein waarin de overblijfselen van de Romeinse villa Valkenburg-Bosstraat |
| Terrein waarin overblijfselen van de Romeinse villa Valkenburg-Heihof                          | Archeologisch monument    | 1e-3e eeuw                                                                            |                                          | Ten oosten van de Heihofweg                                   | 50° 52' 52" NB, 5° 50' 31" OL | 47158  | Terrein waarin overblijfselen van de Romeinse villa Valkenburg-Heihof       |
| Terrein waarin overblijfselen van het kasteel Valkenburg op de Heunsberg                       | Archeologisch monument    | 10e-17e eeuw                                                                          |                                          | Op heuvel in het stadje                                       | 50° 51' 44" NB, 5° 49' 51" OL | 47164  | Terrein waarin overblijfselen van het kasteel Valkenburg op de Heunsberg    |
| Grafkapel Habets                                                                               | Begraafplaats en -onderdl | 1880                                                                                  | Pierre Cuypers                           | Cauberg bij 19                                                | 50° 51' 41" NB, 5° 49' 35" OL | 507236 | Meer afbeeldingen                                                           |
| Familiegraf De Guasco                                                                          | Begraafplaats en -onderdl | 1864                                                                                  |                                          | Cauberg bij 19                                                | 50° 51' 41" NB, 5° 49' 35" OL | 507237 | Meer afbeeldingen                                                           |
| Grafkelder Palmen                                                                              | Begraafplaats en -onderdl | 1883                                                                                  |                                          | Cauberg bij 19                                                | 50° 51' 41" NB, 5° 49' 35" OL | 507238 | Meer afbeeldingen                                                           |
| Grafkelder Wehry                                                                               | Begraafplaats en -onderdl | 1885                                                                                  |                                          | Cauberg bij 19                                                | 50° 51' 41" NB, 5° 49' 35" OL | 507239 | Meer afbeeldingen                                                           |
| Villa Beukenhof                                                                                | Woonhuis                  | 1937                                                                                  | J.H. van den Bongard                     | Broekhem 6                                                    | 50° 52' 6" NB, 5° 49' 46" OL  | 507248 | Meer afbeeldingen                                                           |
| Villa Sole Mio                                                                                 | Woonhuis                  | 1905                                                                                  |                                          | Broekhem 16                                                   | 50° 52' 9" NB, 5° 49' 41" OL  | 507249 | Meer afbeeldingen                                                           |
| Villa Bella Vista                                                                              | Woonhuis                  | 1910                                                                                  |                                          | Broekhem 22                                                   | 50° 52' 11" NB, 5° 49' 38" OL | 507250 | Meer afbeeldingen                                                           |
| Villa Diana                                                                                    | Woonhuis                  | 1902                                                                                  |                                          | Broekhem 93                                                   | 50° 52' 17" NB, 5° 49' 15" OL | 507251 | Meer afbeeldingen                                                           |
| Geerlingshof, Strabeek                                                                         | Woonhuis                  | 1850                                                                                  |                                          | Broekhem 114                                                  | 50° 52' 21" NB, 5° 49' 7" OL  | 507252 | Meer afbeeldingen                                                           |
| Museum Land van Valkenburg, voormalig stadhuis en postkantoor                                  | Bestuursgebouw en onderdl | 1900                                                                                  | J.H.C. Kröner                            | Grotestraat Centrum 31                                        | 50° 51' 49" NB, 5° 49' 55" OL | 507253 | Meer afbeeldingen                                                           |
| Villa Flora                                                                                    | Woonhuis                  | 1885                                                                                  |                                          | Broekhem 28                                                   | 50° 52' 12" NB, 5° 49' 36" OL | 507254 | Meer afbeeldingen                                                           |
| Wilhelminatoren op de Heunsberg                                                                | Straatmeubilair           | 1906                                                                                  | J.H.C. Kröner                            | Heunsbergerweg 9                                              | 50° 51' 29" NB, 5° 49' 54" OL | 507255 | Meer afbeeldingen                                                           |
| Casino Hotel                                                                                   | Horeca                    | 1902                                                                                  |                                          | Jan Deckerstraat 1                                            | 50° 51' 54" NB, 5° 49' 53" OL | 507256 | Meer afbeeldingen                                                           |
| Villa Jacoba                                                                                   | Woonhuis                  | 1850                                                                                  |                                          | Kloosterweg 4                                                 | 50° 52' 9" NB, 5° 50' 3" OL   | 507257 | Meer afbeeldingen                                                           |
| Herenhuis, Koninginneweg 2                                                                     | Woonhuis                  | 1908                                                                                  | Jos Luijten                              | Koninginneweg 2                                               | 50° 51' 53" NB, 5° 49' 48" OL | 507258 | Meer afbeeldingen                                                           |
| Sint-Jozefkerk van Broekhem                                                                    | Kerk en kerkonderdeel     | 1930                                                                                  | Alphons Boosten                          | Koningswinkelstraat 1                                         | 50° 52' 14" NB, 5° 49' 28" OL | 507259 | Meer afbeeldingen                                                           |
| Herenhuis, Lindenlaan 7                                                                        | Woonhuis                  | 1880                                                                                  |                                          | Lindenlaan 7                                                  | 50° 51' 58" NB, 5° 49' 57" OL | 507260 | Meer afbeeldingen                                                           |
| Dubbel herenhuis, Neerhem 64-66                                                                | Woonhuis                  | 1895                                                                                  |                                          | Neerhem 64-66                                                 | 50° 51' 33" NB, 5° 50' 5" OL  | 507261 | Meer afbeeldingen                                                           |
| Parkhotel Rooding, voormalig Kurhaus Huis ter Geul                                             | Gezondheidszorg           | 1892                                                                                  | Pierre Cuypers                           | Neerhem 68                                                    | 50° 51' 30" NB, 5° 50' 9" OL  | 507262 | Meer afbeeldingen                                                           |
| Voormalige Villa Leeuwenhorst                                                                  | Woonhuis                  | 1890                                                                                  |                                          | Nieuweweg 52                                                  | 50° 52' 12" NB, 5° 50' 14" OL | 507263 | Meer afbeeldingen                                                           |
| Kumulus Centrum voor Kunsteducatie, voormalig klooster van de Franciscanessen met kloosterkerk | Klooster, kloosteronderdl | 1883-1890                                                                             | B. von Fisenne                           | Oosterweg 1                                                   | 50° 51' 56" NB, 5° 50' 11" OL | 507264 | Meer afbeeldingen                                                           |
| Villa Biejebosj                                                                                | Woonhuis                  | 1933                                                                                  | Stephan Dings                            | Oud-Valkenburgerweg 14                                        | 50° 51' 22" NB, 5° 50' 20" OL | 507265 | Villa Biejebosj                                                             |
| Villa Alpha                                                                                    | Woonhuis                  | 1880                                                                                  |                                          | Plenkertstraat 43                                             | 50° 51' 50" NB, 5° 49' 44" OL | 507266 | Meer afbeeldingen                                                           |
| Voormalig protestants kerkje                                                                   | Kerk en kerkonderdeel     | 1891                                                                                  | ontwerp toegeschreven aan Pierre Cuypers | Plenkertstraat 45                                             | 50° 51' 51" NB, 5° 49' 41" OL | 507267 | Meer afbeeldingen                                                           |
| Dubbel herenhuis                                                                               | Woonhuis                  | 1889                                                                                  |                                          | Reinaldstraat 2                                               | 50° 51' 59" NB, 5° 49' 59" OL | 507268 | Meer afbeeldingen                                                           |
| Dependance Hotel Prinses Juliana                                                               | Dependance Hotel          | 1925                                                                                  | Jos Luijten                              | Sittarderweg 1                                                | 50° 52' 8" NB, 5° 49' 44" OL  | 507270 | Meer afbeeldingen                                                           |
| Villa Strabeek 54                                                                              | Kasteel, buitenplaats     | ca. 1860                                                                              |                                          | Strabeek 54                                                   | 50° 52' 22" NB, 5° 48' 24" OL | 507271 | Meer afbeeldingen                                                           |
| Terrein en rotswand met daarin sporen van vuursteenmijnbouw                                    | Archeologisch monument    | Neolithicum                                                                           |                                          | Plenkertstraat                                                | 50° 51' 55" NB, 5° 49' 23" OL | 511161 | Meer afbeeldingen                                                           |
| Gemeentegroeve                                                                                 | Nijverheid                | 1500-1880                                                                             |                                          | Cauberg bij 2                                                 | 50° 51' 45" NB, 5° 49' 44" OL | 511216 | Meer afbeeldingen                                                           |